# Gerson Rodrigues
Gerson Leal Rodrigues Gouveia, meglio noto come Gerson Rodrigues (Pragal, 20 giugno 1995), è un calciatore portoghese naturalizzato lussemburghese, centrocampista del Kanchanaburi Power e della nazionale lussemburghese.

## Carriera

### Club

#### Gli inizi
Nato a Pragal, ex freguesia situata a pochi km da Lisbona, in Portogallo, ha iniziato i primi passi nel calcio in Francia, all'interno del settore giovanile del Metz, club all'epoca militante in Ligue 2; tuttavia, non riuscendo ad emergere in prima squadra, si trasferisce in Lussemburgo, dove si mette in luce durante il biennio 2016-17 al Fola Esch, arrivando per la prima volta in doppia cifra restandovi fino al 2017, cui fa seguito una breve parentesi nei Paesi Bassi al Telstar.
Il 30 gennaio 2018 viene reso ufficiale il suo passaggio allo Sheriff Tiraspol, con cui fa il suo debutto il 10 luglio seguente in una partita di qualificazione alla fase finale di UEFA Champions League contro il Torpedo Kutaisi: dopo aver vinto lo scudetto in Moldavia, Rodrigues ha firmato per il Júbilo Iwata, per cui diventa fin da subito un giocatore chiave, segnando 7 gol in 18 partite per il club.

### Nazionale
Il 18 marzo 2017 viene convocato per la prima volta dal CT Luc Holtz in nazionale maggiore, con la quale debutta il 25 marzo entrando all'81' nella partita casalinga persa per 1-3 contro la Francia e valida per la fase di qualificazione ai Mondiali 2018. Il 22 marzo 2019 segna il suo primo gol in nazionale in occasione della vittoria interna contro la Lituania (2-1) nelle qualificazioni agli Europei 2020. Entra subito in pianta stabile tra i convocati, partecipando anche agli impegni di qualificazione al Mondiale di Qatar 2022, nell'ambito delle quali realizza la sua prima doppietta l'11 novembre 2021 nella vittoriosa trasferta sull'Azerbaigian, battuto 3-1 a Baku.
Il 17 giugno 2023, realizzando un gol nella vittoria casalinga per 2-0 contro il Liechtenstein valida per le qualificazioni al campionato d'Europa 2024, diventa il miglior marcatore di tutti i tempi della sua nazionale, con 16 gol totali.

## Statistiche

### Presenze e reti nei club
Statistiche aggiornate al 22 maggio 2022.
| Stagione           | Squadra            | Campionato         | Campionato | Campionato | Coppe nazionali | Coppe nazionali | Coppe nazionali | Coppe continentali | Coppe continentali | Coppe continentali | Altre coppe | Altre coppe | Altre coppe | Totale | Totale | Totale |
| Stagione           | Squadra            | Comp               | Pres       | Reti       | Comp            | Pres            | Reti            | Comp               | Pres               | Reti               | Comp        | Pres        | Reti        | Pres   | Reti   |        |
| ------------------ | ------------------ | ------------------ | ---------- | ---------- | --------------- | --------------- | --------------- | ------------------ | ------------------ | ------------------ | ----------- | ----------- | ----------- | ------ | ------ | ------ |
| 2013-2014          | Swift Hesperange   | DN                 | 12         | 1          | CL              | 0               | 0               | -                  | -                  | -                  | -           | -           | -           | 12     | 1      |        |
| 2014-2015          | Tetange            | D2                 | 22         | 4          | -               | -               | -               | -                  | -                  | -                  | -           | -           | -           | 22     | 4      |        |
| 2015-2016          | RU Luxembourg      | DN                 | 23         | 3          | CL              | 2+              | 0+              | -                  | -                  | -                  | -           | -           | -           | 25     | 3      |        |
| 2016-2017          | Fola Esch          | DN                 | 20         | 9          | CL              | 4+              | 3+              | UEL                | 2                  | 0                  | -           | -           | -           | 26     | 12     |        |
| 2017-gen. 2018     | Telstar            | ED                 | 12         | 3          | KB              | 1               | 0               | -                  | -                  | -                  | -           | -           | -           | 13     | 3      |        |
| 2018               | Sheriff Tiraspol   | DN                 | 22         | 8          | CM+CM           | 1+1             | 0               | UCL+UEL            | 4+3                | 0                  | -           | -           | -           | 31     | 8      |        |
| 2019               | Júbilo Iwata       | J1                 | 15         | 5          | CJL             | 3               | 2               | -                  | -                  | -                  | -           | -           | -           | 18     | 7      |        |
| 2019-gen. 2020     | Dinamo Kiev        | PL                 | 8          | 2          | KU              | 0               | 0               | UCL+UEL            | 2+2                | 0                  | SU          | -           | -           | 12     | 2      |        |
| gen.-giu. 2020     | Ankaragücü         | SL                 | 11         | 6          | TK              | -               | -               | -                  | -                  | -                  | -           | -           | -           | 11     | 6      |        |
| 2020-2021          | Dinamo Kiev        | PL                 | 22         | 4          | KU              | 3               | 0               | UCL+UEL            | 8+4                | 2+0                | SU          | 1           | 1           | 38     | 7      |        |
| ago. 2021          | Dinamo Kiev        | PL                 | 3          | 0          | KU              | -               | -               | UCL                | -                  | -                  | SU          | -           | -           | 3      | 0      |        |
| Totale Dinamo Kiev | Totale Dinamo Kiev | Totale Dinamo Kiev | 33         | 6          |                 | 3               | 0               |                    | 16                 | 2                  |             | 1           | 1           | 53     | 9      |        |
| 2021-gen.2022      | Troyes             | L1                 | 12         | 1          | CF              | 0               | 0               | -                  | -                  | -                  | -           | -           | -           | 12     | 1      |        |
| gen.-giu. 2022     | Eyüpspor           | 1L                 | 3          | 3          |                 | -               | -               | -                  | -                  | -                  | -           | -           | -           | 3      | 3      |        |
| Totale carriera    | Totale carriera    | Totale carriera    | 185        | 49         |                 | 15              | 5               |                    | 25                 | 2                  |             | 1           | 1           | 226    | 57     |        |

### Cronologia presenze e reti in nazionale
| Cronologia completa delle presenze e delle reti in nazionale ― Lussemburgo | Cronologia completa delle presenze e delle reti in nazionale ― Lussemburgo | Cronologia completa delle presenze e delle reti in nazionale ― Lussemburgo | Cronologia completa delle presenze e delle reti in nazionale ― Lussemburgo | Cronologia completa delle presenze e delle reti in nazionale ― Lussemburgo | Cronologia completa delle presenze e delle reti in nazionale ― Lussemburgo | Cronologia completa delle presenze e delle reti in nazionale ― Lussemburgo | Cronologia completa delle presenze e delle reti in nazionale ― Lussemburgo |
| Data                                                                       | Città                                                                      | In casa                                                                    | Risultato                                                                  | Ospiti                                                                     | Competizione                                                               | Reti                                                                       | Note                                                                       |
| -------------------------------------------------------------------------- | -------------------------------------------------------------------------- | -------------------------------------------------------------------------- | -------------------------------------------------------------------------- | -------------------------------------------------------------------------- | -------------------------------------------------------------------------- | -------------------------------------------------------------------------- | -------------------------------------------------------------------------- |
| 25-3-2017                                                                  | Lussemburgo                                                                | Lussemburgo                                                                | 1 – 3                                                                      | Francia                                                                    | Qual. Mondiali 2018                                                        | -                                                                          | 81’                                                                        |
| 28-3-2017                                                                  | Hesperange                                                                 | Lussemburgo                                                                | 0 – 2                                                                      | Capo Verde                                                                 | Amichevole                                                                 | -                                                                          | 30’                                                                        |
| 4-6-2017                                                                   | Lussemburgo                                                                | Lussemburgo                                                                | 2 – 1                                                                      | Albania                                                                    | Amichevole                                                                 | -                                                                          |                                                                            |
| 9-6-2017                                                                   | Rotterdam                                                                  | Paesi Bassi                                                                | 5 – 0                                                                      | Lussemburgo                                                                | Qual. Mondiali 2018                                                        | -                                                                          | 85’                                                                        |
| 31-8-2017                                                                  | Lussemburgo                                                                | Lussemburgo                                                                | 1 – 0                                                                      | Bielorussia                                                                | Qual. Mondiali 2018                                                        | -                                                                          | 37’ 55’                                                                    |
| 3-9-2017                                                                   | Tolosa                                                                     | Francia                                                                    | 0 – 0                                                                      | Lussemburgo                                                                | Qual. Mondiali 2018                                                        | -                                                                          | 59’                                                                        |
| 7-10-2017                                                                  | Solna                                                                      | Svezia                                                                     | 8 – 0                                                                      | Lussemburgo                                                                | Qual. Mondiali 2018                                                        | -                                                                          | 46’                                                                        |
| 10-10-2017                                                                 | Lussemburgo                                                                | Lussemburgo                                                                | 1 – 1                                                                      | Bulgaria                                                                   | Qual. Mondiali 2018                                                        | -                                                                          | 60’                                                                        |
| 9-11-2017                                                                  | Lussemburgo                                                                | Lussemburgo                                                                | 2 – 1                                                                      | Ungheria                                                                   | Amichevole                                                                 | -                                                                          | 46’                                                                        |
| 22-3-2018                                                                  | Ta' Qali                                                                   | Malta                                                                      | 0 – 1                                                                      | Lussemburgo                                                                | Amichevole                                                                 | -                                                                          | 64’                                                                        |
| 27-3-2018                                                                  | Lussemburgo                                                                | Lussemburgo                                                                | 0 – 4                                                                      | Austria                                                                    | Amichevole                                                                 | -                                                                          |                                                                            |
| 31-5-2018                                                                  | Lussemburgo                                                                | Lussemburgo                                                                | 0 – 0                                                                      | Senegal                                                                    | Amichevole                                                                 | -                                                                          |                                                                            |
| 8-9-2018                                                                   | Lussemburgo                                                                | Lussemburgo                                                                | 4 – 0                                                                      | Moldavia                                                                   | UEFA Nations League 2018-2019 - 1º turno                                   | -                                                                          | 37’ 55’                                                                    |
| 12-10-2018                                                                 | Minsk                                                                      | Bielorussia                                                                | 1 – 0                                                                      | Lussemburgo                                                                | UEFA Nations League 2018-2019 - 1º turno                                   | -                                                                          | 57’                                                                        |
| 22-3-2019                                                                  | Lussemburgo                                                                | Lussemburgo                                                                | 2 – 1                                                                      | Lituania                                                                   | Qual. Euro 2020                                                            | 1                                                                          |                                                                            |
| 25-3-2019                                                                  | Lussemburgo                                                                | Lussemburgo                                                                | 1 – 2                                                                      | Ucraina                                                                    | Qual. Euro 2020                                                            | -                                                                          |                                                                            |
| 7-6-2019                                                                   | Vilnius                                                                    | Lituania                                                                   | 1 – 1                                                                      | Lussemburgo                                                                | Qual. Euro 2020                                                            | 1                                                                          |                                                                            |
| 10-6-2019                                                                  | Leopoli                                                                    | Ucraina                                                                    | 1 – 0                                                                      | Lussemburgo                                                                | Qual. Euro 2020                                                            | -                                                                          | 51’                                                                        |
| 5-9-2019                                                                   | Belfast                                                                    | Irlanda del Nord                                                           | 1 – 0                                                                      | Lussemburgo                                                                | Amichevole                                                                 | -                                                                          |                                                                            |
| 10-9-2019                                                                  | Lussemburgo                                                                | Lussemburgo                                                                | 1 – 3                                                                      | Serbia                                                                     | Qual. Euro 2020                                                            | -                                                                          |                                                                            |
| 11-10-2019                                                                 | Lisbona                                                                    | Portogallo                                                                 | 3 – 0                                                                      | Lussemburgo                                                                | Qual. Euro 2020                                                            | -                                                                          | 71’                                                                        |
| 15-10-2019                                                                 | Aalborg                                                                    | Danimarca                                                                  | 4 – 0                                                                      | Lussemburgo                                                                | Amichevole                                                                 | -                                                                          |                                                                            |
| 14-11-2019                                                                 | Belgrado                                                                   | Serbia                                                                     | 3 – 2                                                                      | Lussemburgo                                                                | Qual. Euro 2020                                                            | 1                                                                          |                                                                            |
| 17-11-2019                                                                 | Lussemburgo                                                                | Lussemburgo                                                                | 0 – 2                                                                      | Portogallo                                                                 | Qual. Euro 2020                                                            | -                                                                          |                                                                            |
| 5-9-2020                                                                   | Baku                                                                       | Azerbaigian                                                                | 1 – 2                                                                      | Lussemburgo                                                                | UEFA Nations League 2020-2021 - 1º turno                                   | 1                                                                          |                                                                            |
| 8-9-2020                                                                   | Lussemburgo                                                                | Lussemburgo                                                                | 0 – 1                                                                      | Montenegro                                                                 | UEFA Nations League 2020-2021 - 1º turno                                   | -                                                                          |                                                                            |
| 7-10-2020                                                                  | Lussemburgo                                                                | Lussemburgo                                                                | 1 – 2                                                                      | Liechtenstein                                                              | Amichevole                                                                 | 1                                                                          | 64’                                                                        |
| 10-10-2020                                                                 | Lussemburgo                                                                | Lussemburgo                                                                | 2 – 0                                                                      | Cipro                                                                      | UEFA Nations League 2020-2021 - 1º turno                                   | -                                                                          | 44’                                                                        |
| 13-10-2020                                                                 | Podgorica                                                                  | Montenegro                                                                 | 1 – 2                                                                      | Lussemburgo                                                                | UEFA Nations League 2020-2021 - 1º turno                                   | -                                                                          |                                                                            |
| 11-11-2020                                                                 | Lussemburgo                                                                | Lussemburgo                                                                | 0 – 3                                                                      | Austria                                                                    | Amichevole                                                                 | -                                                                          | 67’                                                                        |
| 14-11-2020                                                                 | Strovolos                                                                  | Cipro                                                                      | 2 – 1                                                                      | Lussemburgo                                                                | UEFA Nations League 2020-2021 - 1º turno                                   | -                                                                          |                                                                            |
| 24-3-2021                                                                  | Debrecen                                                                   | Qatar                                                                      | 1 – 0                                                                      | Lussemburgo                                                                | Amichevole                                                                 | -                                                                          | 70’                                                                        |
| 27-3-2021                                                                  | Dublino                                                                    | Irlanda                                                                    | 0 – 1                                                                      | Lussemburgo                                                                | Qual. Mondiali 2022                                                        | 1                                                                          |                                                                            |
| 30-3-2021                                                                  | Lussemburgo                                                                | Lussemburgo                                                                | 1 – 3                                                                      | Portogallo                                                                 | Qual. Mondiali 2022                                                        | 1                                                                          |                                                                            |
| 2-6-2021                                                                   | Malaga                                                                     | Norvegia                                                                   | 1 – 0                                                                      | Lussemburgo                                                                | Amichevole                                                                 | -                                                                          |                                                                            |
| 6-6-2021                                                                   | Lussemburgo                                                                | Lussemburgo                                                                | 0 – 1                                                                      | Scozia                                                                     | Amichevole                                                                 | -                                                                          | 30’                                                                        |
| 1-9-2021                                                                   | Lussemburgo                                                                | Lussemburgo                                                                | 2 – 1                                                                      | Azerbaigian                                                                | Qual. Mondiali 2022                                                        | 1                                                                          |                                                                            |
| 4-9-2021                                                                   | Belgrado                                                                   | Serbia                                                                     | 4 – 1                                                                      | Lussemburgo                                                                | Qual. Mondiali 2022                                                        | -                                                                          | 79’, 90+5’                                                                 |
| 12-10-2021                                                                 | Faro                                                                       | Portogallo                                                                 | 5 – 0                                                                      | Lussemburgo                                                                | Qual. Mondiali 2022                                                        | -                                                                          |                                                                            |
| 11-11-2021                                                                 | Baku                                                                       | Azerbaigian                                                                | 1 – 3                                                                      | Lussemburgo                                                                | Qual. Mondiali 2022                                                        | 2                                                                          |                                                                            |
| 14-11-2021                                                                 | Lussemburgo                                                                | Lussemburgo                                                                | 0 – 3                                                                      | Irlanda                                                                    | Qual. Mondiali 2022                                                        | -                                                                          |                                                                            |
| 25-3-2022                                                                  | Lussemburgo                                                                | Lussemburgo                                                                | 1 – 3                                                                      | Irlanda del Nord                                                           | Amichevole                                                                 | -                                                                          | 84’                                                                        |
| 29-3-2022                                                                  | Zenica                                                                     | Bosnia ed Erzegovina                                                       | 1 – 0                                                                      | Lussemburgo                                                                | Amichevole                                                                 | -                                                                          | 90+4’                                                                      |
| 4-6-2022                                                                   | Vilnius                                                                    | Lituania                                                                   | 0 – 2                                                                      | Lussemburgo                                                                | UEFA Nations League 2022-2023 - 1º turno                                   | -                                                                          | 46’                                                                        |
| 7-6-2022                                                                   | Tórshavn                                                                   | Fær Øer                                                                    | 0 – 1                                                                      | Lussemburgo                                                                | UEFA Nations League 2022-2023 - 1º turno                                   | 1                                                                          |                                                                            |
| 11-6-2022                                                                  | Lussemburgo                                                                | Lussemburgo                                                                | 0 – 2                                                                      | Turchia                                                                    | UEFA Nations League 2022-2023 - 1º turno                                   | -                                                                          |                                                                            |
| 14-6-2022                                                                  | Lussemburgo                                                                | Lussemburgo                                                                | 2 – 2                                                                      | Fær Øer                                                                    | UEFA Nations League 2022-2023 - 1º turno                                   | 1                                                                          | 71’                                                                        |
| 22-9-2022                                                                  | Istanbul                                                                   | Turchia                                                                    | 3 – 3                                                                      | Lussemburgo                                                                | UEFA Nations League 2022-2023 - 1º turno                                   | 1                                                                          | 85’                                                                        |
| 25-9-2022                                                                  | Lussemburgo                                                                | Lussemburgo                                                                | 1 – 0                                                                      | Lituania                                                                   | UEFA Nations League 2022-2023 - 1º turno                                   | 1                                                                          | 90’                                                                        |
| 17-11-2022                                                                 | Lussemburgo                                                                | Lussemburgo                                                                | 2 – 2                                                                      | Ungheria                                                                   | Amichevole                                                                 | 1                                                                          | 90+2’                                                                      |
| 20-11-2022                                                                 | Lussemburgo                                                                | Lussemburgo                                                                | 0 – 0                                                                      | Bulgaria                                                                   | Amichevole                                                                 | -                                                                          | 46’ 90+1’                                                                  |
| 23-3-2023                                                                  | Trnava                                                                     | Slovacchia                                                                 | 0 – 0                                                                      | Lussemburgo                                                                | Qual. Euro 2024                                                            | -                                                                          |                                                                            |
| 26-3-2023                                                                  | Lussemburgo                                                                | Lussemburgo                                                                | 0 – 6                                                                      | Portogallo                                                                 | Qual. Euro 2024                                                            | -                                                                          |                                                                            |
| 9-6-2023                                                                   | Lussemburgo                                                                | Lussemburgo                                                                | 0 – 1                                                                      | Malta                                                                      | Amichevole                                                                 | -                                                                          |                                                                            |
| 17-6-2023                                                                  | Lussemburgo                                                                | Lussemburgo                                                                | 2 – 0                                                                      | Liechtenstein                                                              | Qual. Euro 2024                                                            | 1                                                                          | 46’                                                                        |
| 13-10-2023                                                                 | Reykjavík                                                                  | Islanda                                                                    | 1 – 1                                                                      | Lussemburgo                                                                | Qual. Euro 2024                                                            | 1                                                                          | 46’                                                                        |
| 16-10-2023                                                                 | Lussemburgo                                                                | Lussemburgo                                                                | 0 – 1                                                                      | Slovacchia                                                                 | Qual. Euro 2024                                                            | -                                                                          |                                                                            |
| 16-11-2023                                                                 | Lussemburgo                                                                | Lussemburgo                                                                | 4 – 1                                                                      | Bosnia ed Erzegovina                                                       | Qual. Euro 2024                                                            | 2                                                                          |                                                                            |
| 19-11-2023                                                                 | Vaduz                                                                      | Liechtenstein                                                              | 0 – 1                                                                      | Lussemburgo                                                                | Qual. Euro 2024                                                            | 1                                                                          |                                                                            |
| 21-3-2024                                                                  | Tbilisi                                                                    | Georgia                                                                    | 2 – 0                                                                      | Lussemburgo                                                                | Qual. Euro 2024                                                            | -                                                                          | 54’ 90+1’                                                                  |
| 26-3-2024                                                                  | Lussemburgo                                                                | Lussemburgo                                                                | 2 – 1                                                                      | Kazakistan                                                                 | Amichevole                                                                 | 1                                                                          | 87’                                                                        |
| 5-6-2024                                                                   | Metz                                                                       | Francia                                                                    | 3 – 0                                                                      | Lussemburgo                                                                | Amichevole                                                                 | -                                                                          |                                                                            |
| 8-6-2024                                                                   | Bruxelles                                                                  | Belgio                                                                     | 3 – 0                                                                      | Lussemburgo                                                                | Amichevole                                                                 | -                                                                          | 86’                                                                        |
| 5-9-2024                                                                   | Belfast                                                                    | Irlanda del Nord                                                           | 2 – 0                                                                      | Lussemburgo                                                                | UEFA Nations League 2024-2025 - 1º turno                                   | -                                                                          | 85’                                                                        |
| 12-10-2024                                                                 | Plovdiv                                                                    | Bulgaria                                                                   | 0 – 0                                                                      | Lussemburgo                                                                | UEFA Nations League 2024-2025 - 1º turno                                   | -                                                                          | 46’ 60’                                                                    |
| 15-10-2024                                                                 | Zalaegerszeg                                                               | Bielorussia                                                                | 1 – 1                                                                      | Lussemburgo                                                                | UEFA Nations League 2024-2025 - 1º turno                                   | 1                                                                          | 65’                                                                        |
| 15-11-2024                                                                 | Lussemburgo                                                                | Lussemburgo                                                                | 0 – 1                                                                      | Bulgaria                                                                   | UEFA Nations League 2024-2025 - 1º turno                                   | -                                                                          |                                                                            |
| 18-11-2024                                                                 | Lussemburgo                                                                | Lussemburgo                                                                | 2 – 2                                                                      | Irlanda del Nord                                                           | UEFA Nations League 2024-2025 - 1º turno                                   | 1                                                                          |                                                                            |
| 22-3-2025                                                                  | Lussemburgo                                                                | Lussemburgo                                                                | 1 – 0                                                                      | Svezia                                                                     | Amichevole                                                                 | -                                                                          | 90’                                                                        |
| 25-3-2025                                                                  | San Gallo                                                                  | Svizzera                                                                   | 3 – 1                                                                      | Lussemburgo                                                                | Amichevole                                                                 | -                                                                          | 46’ 75’                                                                    |
| 6-6-2025                                                                   | Lussemburgo                                                                | Lussemburgo                                                                | 0 – 1                                                                      | Slovenia                                                                   | Amichevole                                                                 | -                                                                          |                                                                            |
| 10-6-2025                                                                  | Lussemburgo                                                                | Lussemburgo                                                                | 0 – 0                                                                      | Irlanda                                                                    | Amichevole                                                                 | -                                                                          | 82’                                                                        |
| Totale                                                                     |                                                                            | Presenze                                                                   | 72                                                                         |                                                                            | Reti (1º posto)                                                            | 23                                                                         |                                                                            |

## Palmarès

### Competizioni nazionali
- Campionato moldavo: 1

Sheriff Tiraspol: 2018
- Supercoppa d'Ucraina: 1

Dinamo Kiev: 2020
- Campionato ucraino: 1

Dinamo Kiev: 2020-2021
- Coppa d'Ucraina: 1

Dinamo Kiev: 2020-2021